# Mihai Ghimpu
Mihai Ghimpu, né le 19 novembre 1951 à Colonița dans la banlieue de Chișinău en RSS de Moldavie, est un homme d'État moldave. Il a été président de la République par intérim entre septembre 2009 et décembre 2010, succédant à Vladimir Voronin, démissionnaire.
Ghimpu suit des études de droit à l'université d'État de Moldavie. Il s'engage ensuite en politique et participe à la fondation du front populaire de Moldavie (dont il devient membre du bureau exécutif). Il est député entre 1990 et 1998.
Ghimpu est depuis 1998 le président du parti libéral et depuis 2007 président du conseil municipal de Chișinău. Ghimpu est l'oncle de Dorin Chirtoacă, le maire de Chișinău. Le 28 août 2009, il est élu président du Parlement moldave.
Le 11 septembre 2009, le président Vladimir Voronin démissionne. Ghimpu, président du Parlement devient alors président par intérim. Il exerce cette fonction jusqu'au 28 décembre 2010, date à laquelle le Parlement se réunit en session inaugurale, un mois après les élections législatives, sans parvenir à se choisir un président.
Il est candidat à l'élection présidentielle de 2016.